# Hans Ohnesorge
Hans Ohnesorge, auch Johannes Ohnesorge, (* 1875; † 11. Dezember 1938 in Bremen) war ein deutscher Architekt und Baubeamter. 

## Biografie
Ohnesorge wurde nach dem Studium um 1904 als Regierungsbaumeister (Assessor) bei der Hochbauinspektion Bremen (ab 1918 Hochbauamt) eingestellt. Er entwarf eine Reihe von bedeutsamen öffentlichen Bauten in Bremen und Bremerhaven, von denen mehrere unter Bremer Denkmalschutz stehen. Er wurde zum Baurat und später zum Oberbaurat befördert. Er wirkte unter den Amtsleitern Hugo Weber, Wilhelm Knop (1922) und Hermann Gildemeister (ab 1934). Um 1937 wurde er pensioniert.

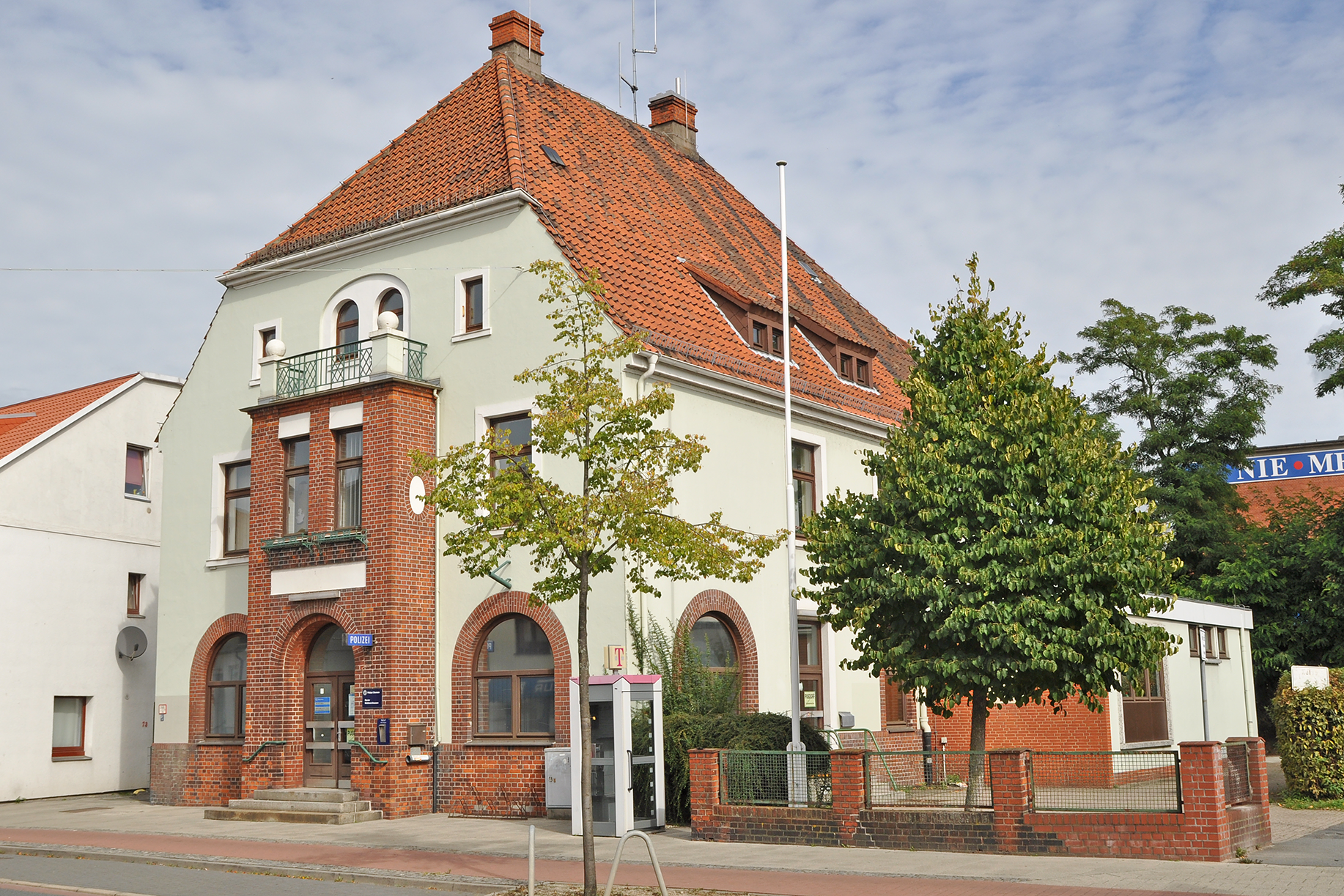
1910: Polizeiwache Woltmershausen
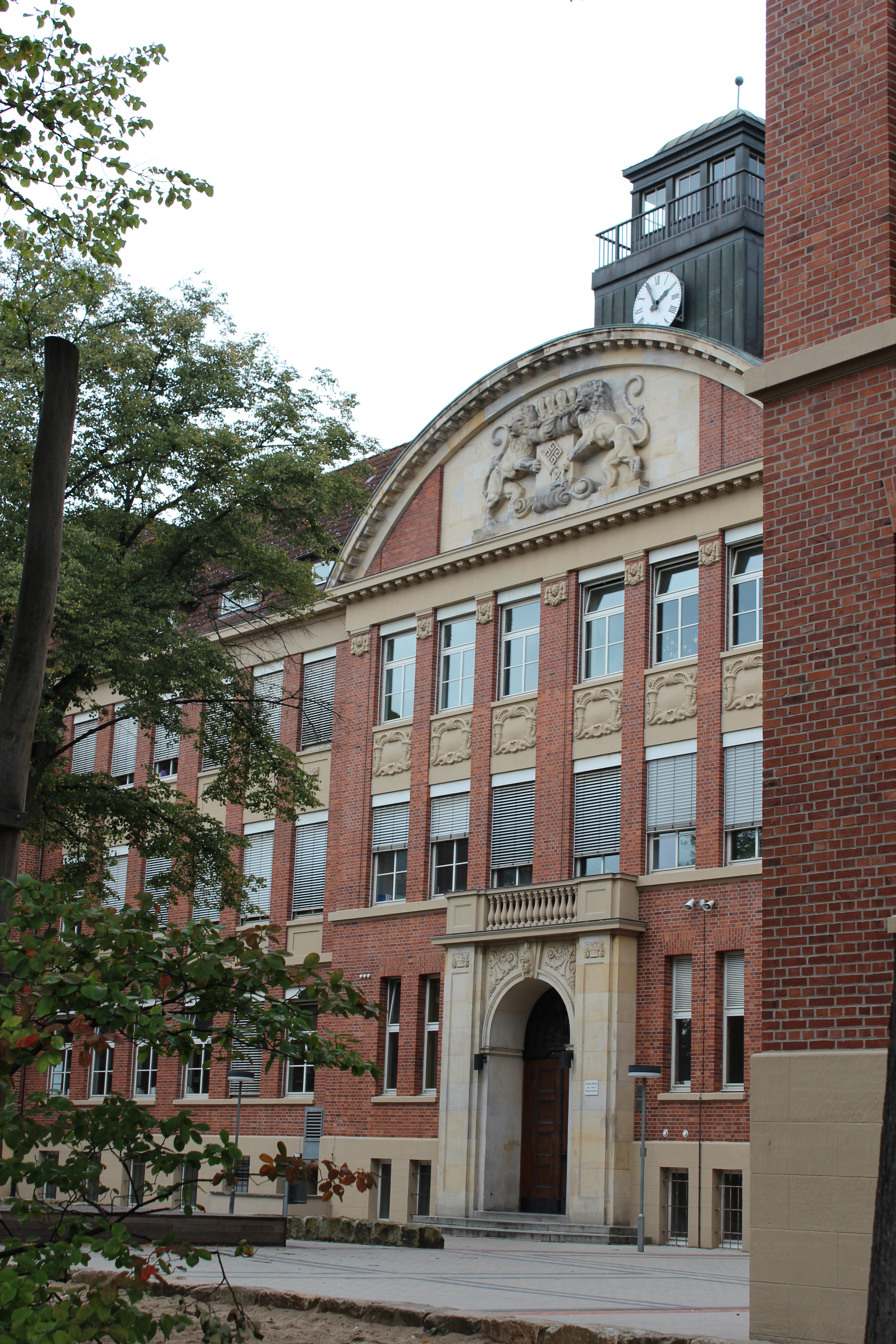
1913: Schulzentrum Waller Ring
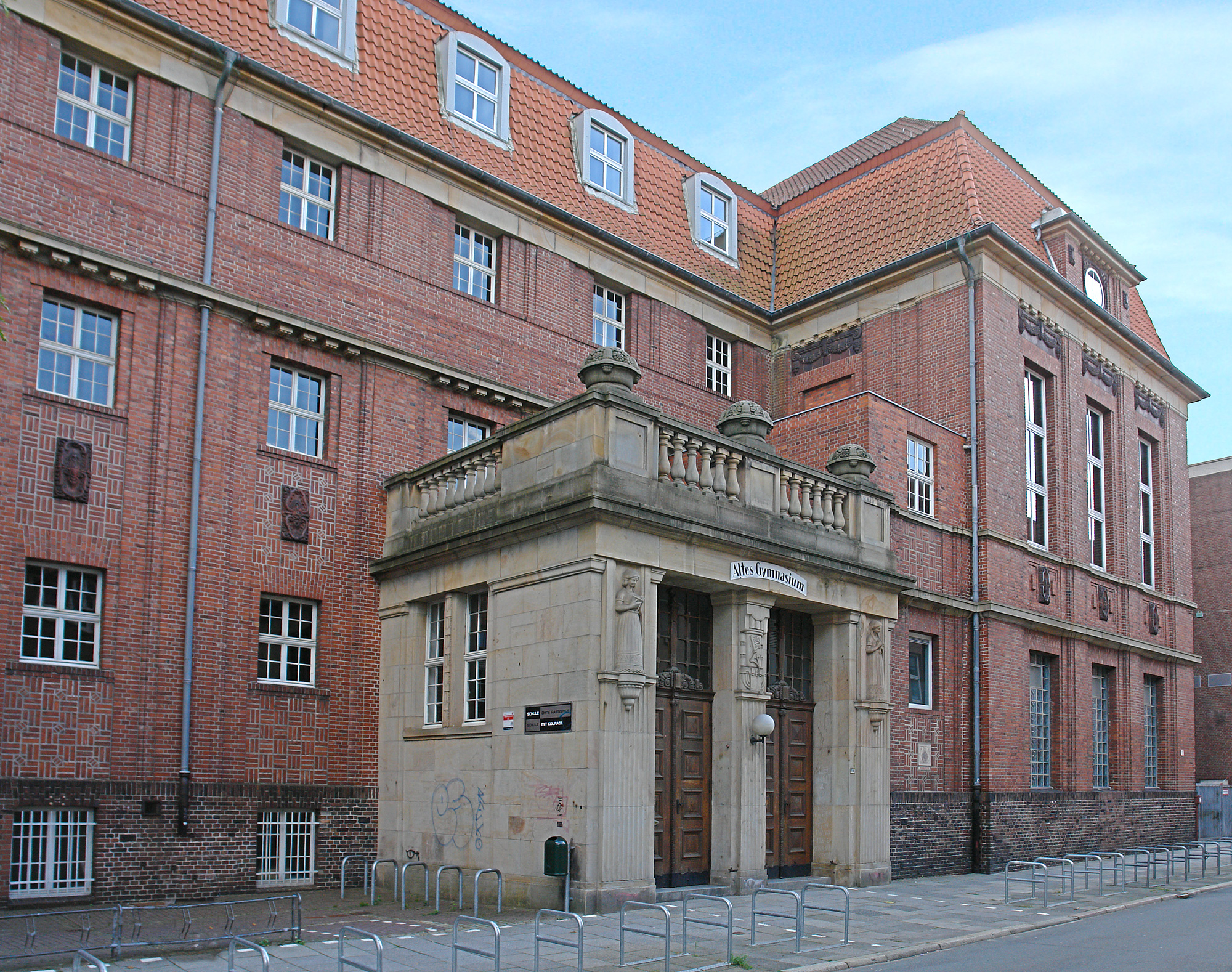
1916: Lyzeum Kleine Helle
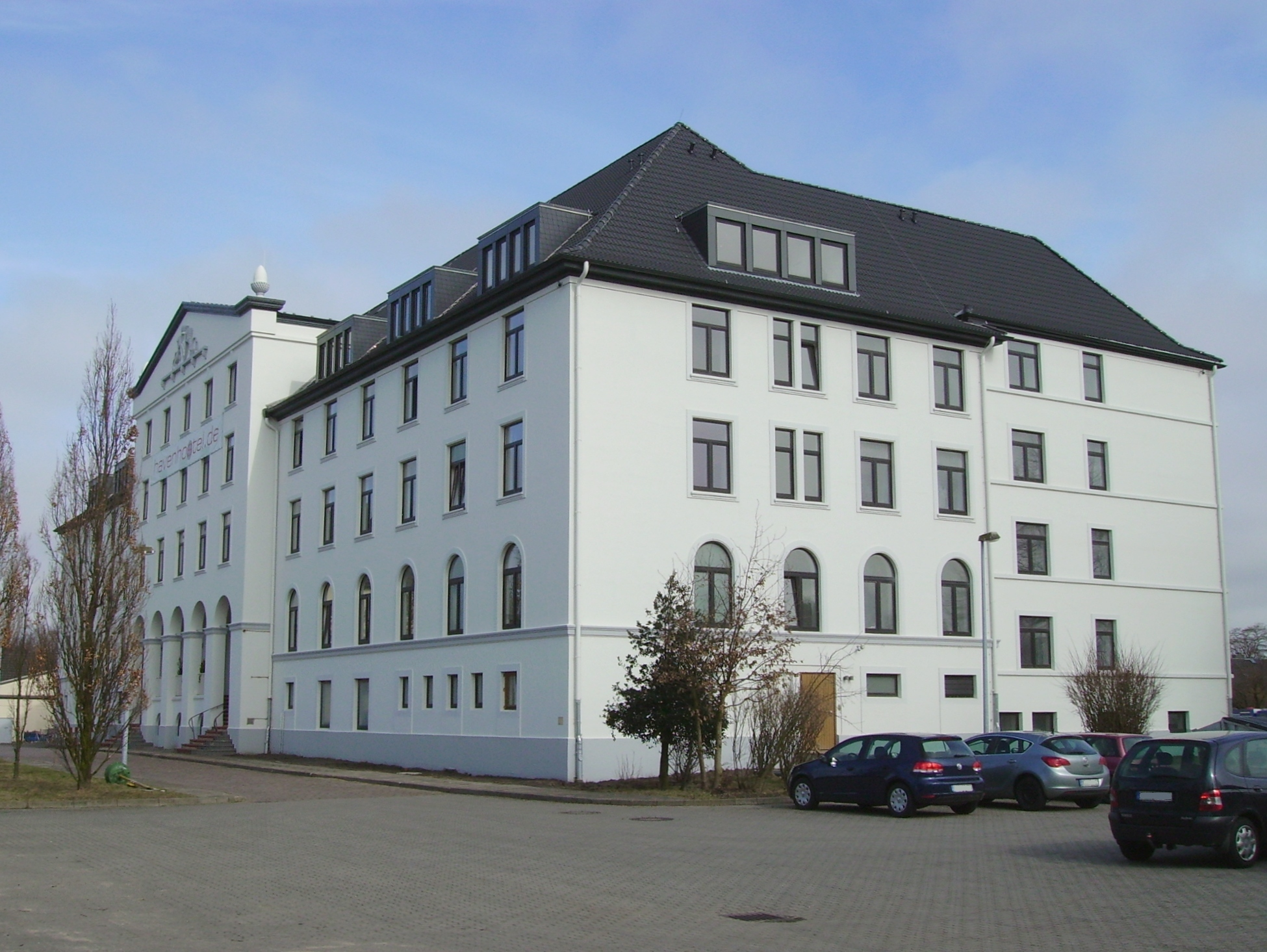
1926: Kaserne Roter Sand
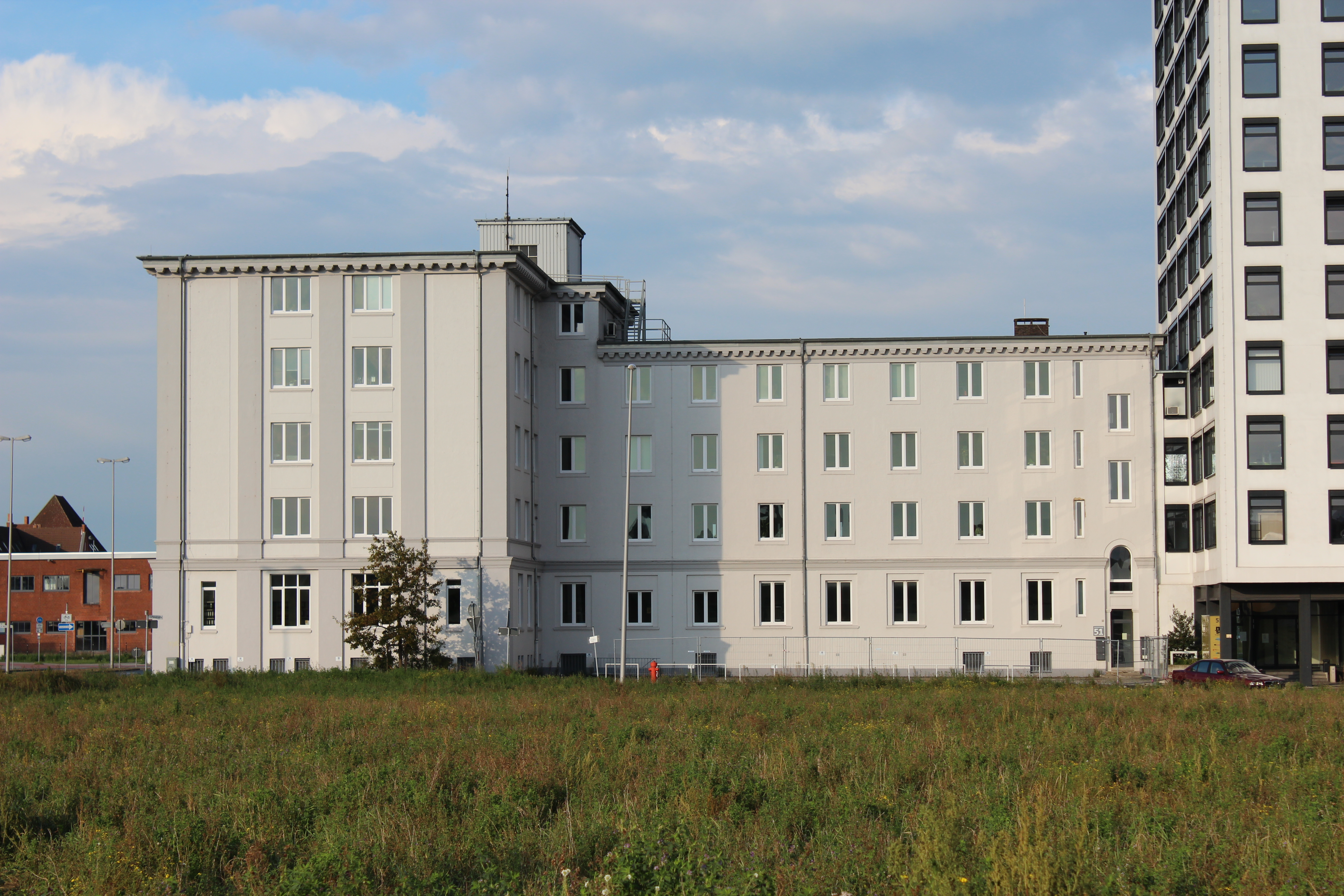
Schutzpolizeigebäude „Kommando Hafen“
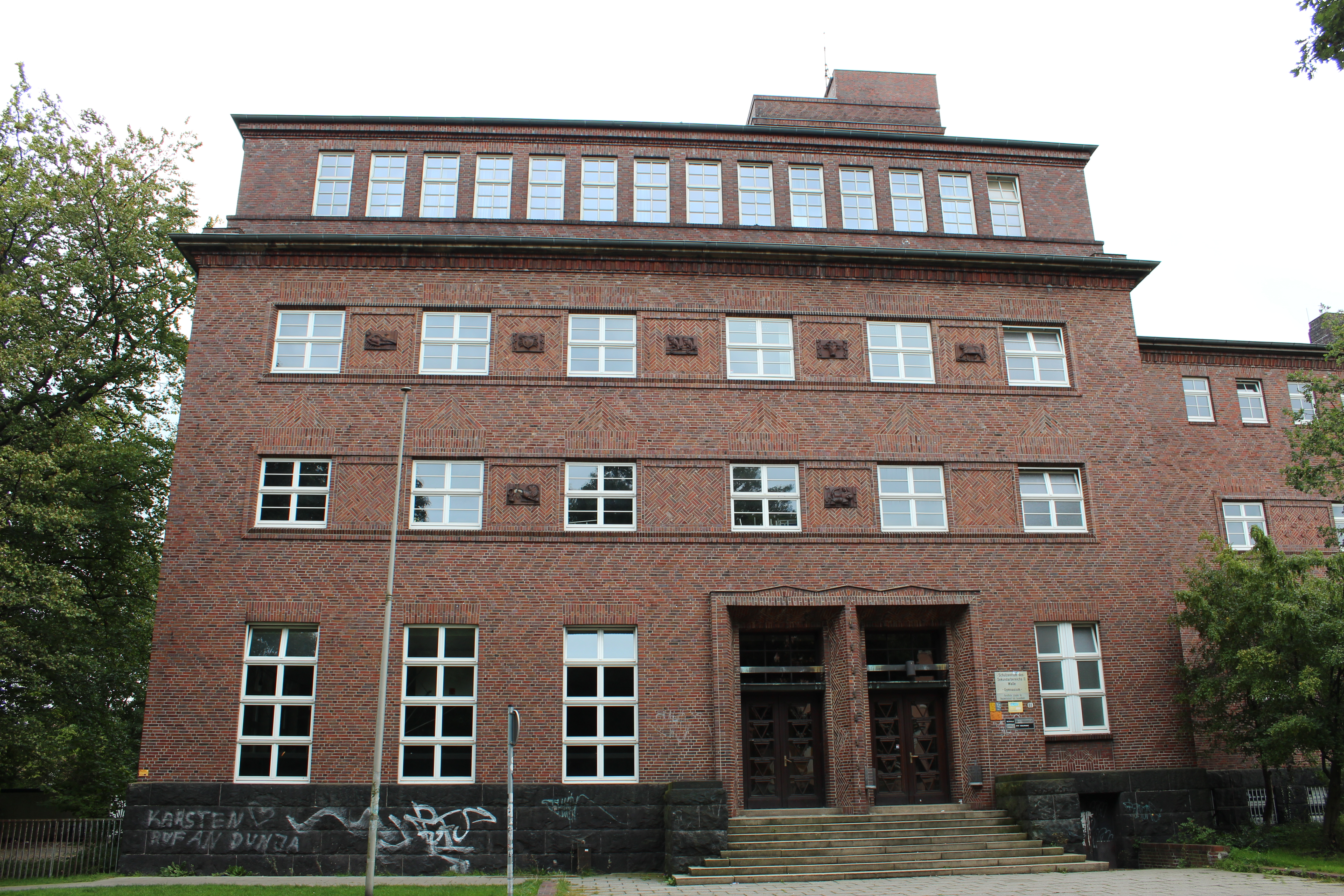
1929: Schulgebäude Lange Reihe 81
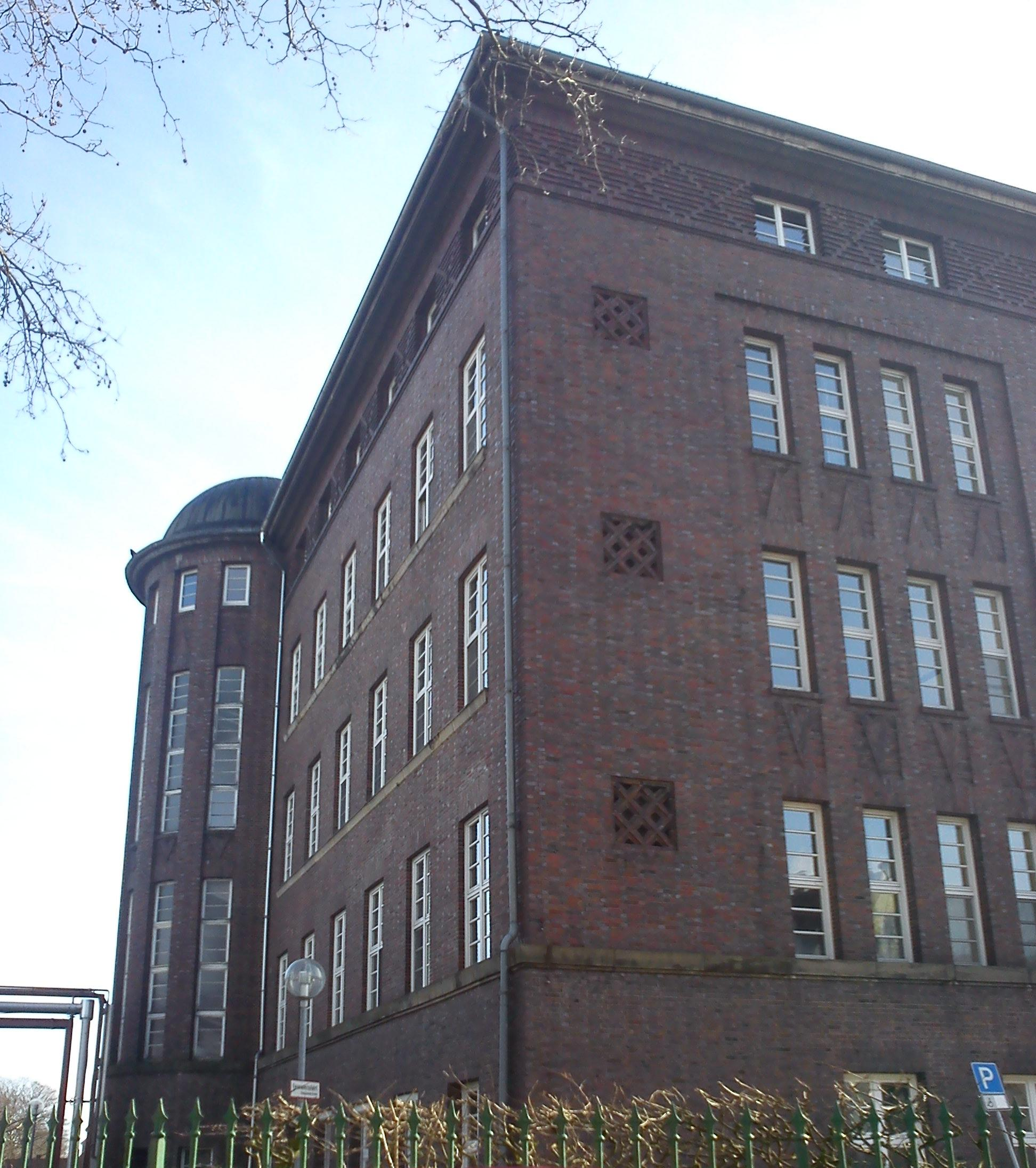
1929: Frühere Innere Klinik
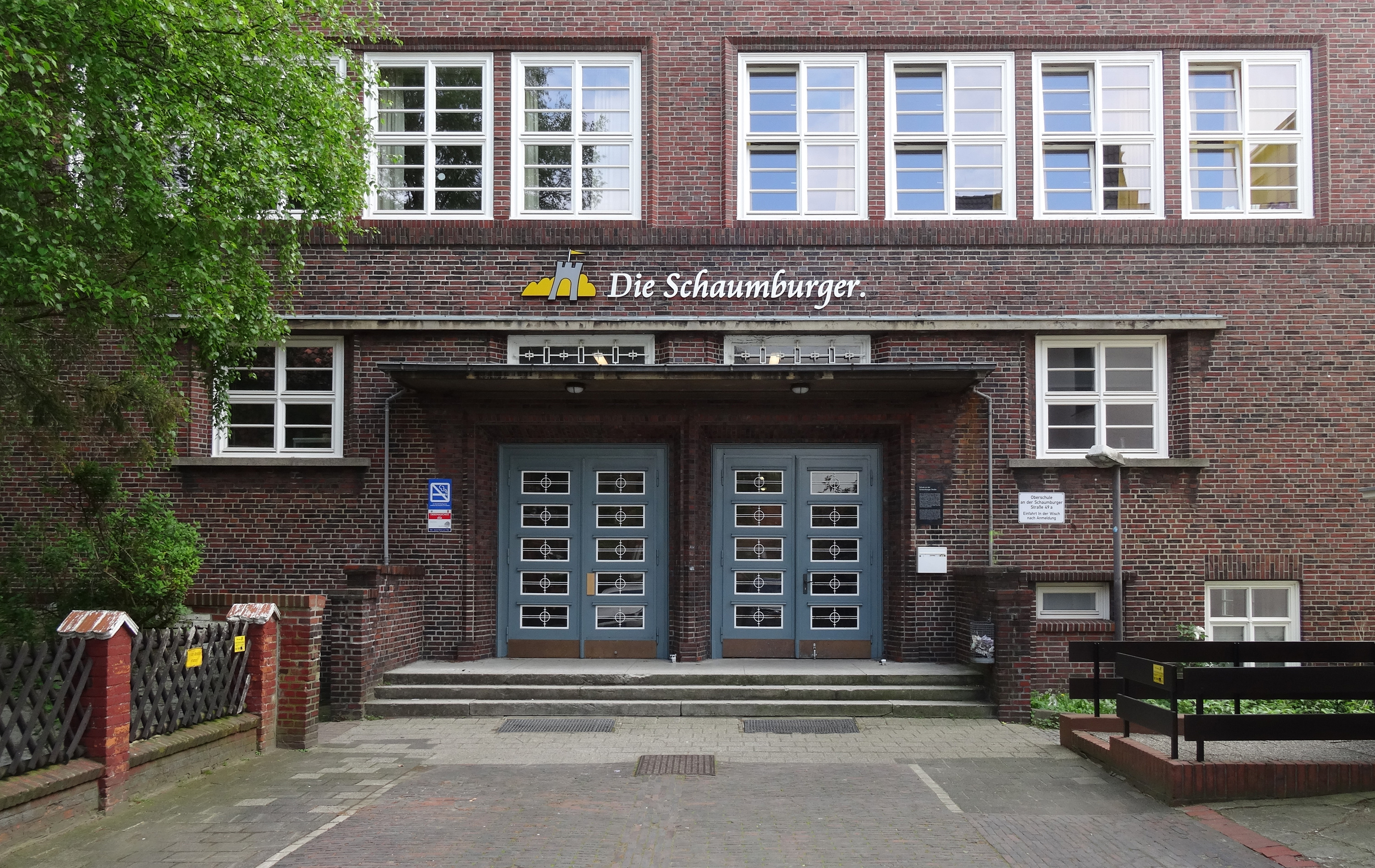
1931: Schule an der Schaumburger Straße

## Werke
D =  Denkmalschutz in Bremen
- 1910: Polizeiwache Woltmershausen in Bremen-Woltmershausen, Woltmershauser Straße 71 - (D)[2]
- 1913: Schulzentrum Waller Ring in Bremen-Walle (mit Hugo Weber) - (D)[3]
- 1916: Lyzeum Kleine Helle in Bremen-Mitte (mit Hugo Weber)
- 1925: Schutzpolizeigebäude „Kommando Hafen“ in Bremen-Walle (mit Karl August Öhring und Müller)[4] - (D)
- 1926: Kaserne Roter Sand in Bremerhaven-Mitte (mit Gustav Ulrich) - (D)[5]
- 1929: Lyzeum des Westens in Bremen-Walle, Lange Reihe 81 (mit Karl August Öhring und Ernst Windrath) - (D)[6]
- 1929: Städtische Krankenanstalt St.-Jürgen-Straße 1 (frühere Innere bzw. Medizinische Klinik) in Bremen, Östliche Vorstadt, Bismarckstraße (mit Zill, Heinrich Müller und Grieme) - (D)[7]
- 1930: Verwaltungsgebäude der Städtische Krankenanstalt in Bremen, Östliche Vorstadt
- 1931: Schule an der Schaumburger Straße in Bremen, Östliche Vorstadt (mit Gustav Ulrich) - (D)[8]
- 1937: Kinderklinik in Bremen, Östliche Vorstadt, Bismarckstraße